# متعب الحماد
متعب الحماد (مواليد 13 أغسطس 1998) هو لاعب كرة قدم سعودي يلعب في نادي أبها.

## مسيرة اللاعب
مثل نادي العلمين في الفئات السنية وانتقل إلى النصر عام 2015 و مثل الفريق الأولمبي وفريق الشباب وإستدعي للفريق الأول في مباراة النصر والهلال الأخيرة في موسم 2017 نظراً للنقص الحاد في الفريق الأول وأعير إلى نادي الباطن في عام 2018 و أعير إلى نادي ضمك في عام 2019 و أعير إلى نادي الكوكب مطلع عام 2020 و أعير إلى نادي الثقبة في صيف 2020 و بعدها انتقل إلى نادي الحزم و أعير إلى نادي العين ونادي القادسية ووقع مع نادي أبها في عام 2024.

## وصلات خارجية
- متعب الحماد على موقع Soccerway.com (الإنجليزية)